# The Dear Hunter
I The Dear Hunter sono un gruppo musicale indie rock/rock progressivo statunitense formato nel 2006.

## Storia del gruppo
Il gruppo è nato nel 2006 inizialmente come progetto parallelo di Casey Crescenzo, componente dei The Receiving End of Sirens, in quanto il musicista aveva intenzione di pubblicare musica da sonorità differenti da quelle espresse con il gruppo principale:
 Nel dicembre 2005 viene realizzato il demo Dear Ms. Leading, distribuito in dieci copie su CD; nonostante alcuni elementi e personaggi del demo sono in seguito apparsi negli Acts, Crescenzo ha spiegato che nel tempo c'è stata una trasformazione nella rappresentazione di temi e personaggi e l'eliminazione di tutti i riferimenti autobiografici presenti, per sostituirli con elementi di fantasia:

## Formazione
Attuale
- Casey Crescenzo – voce, chitarra, pianoforte, tastiera, basso (2005-presente)
- Nick Crescenzo – batteria, percussioni, cori (2006, 2007-presente)
- Maxwell Tousseau – chitarra, tastiera, percussioni, cori (2010-presente)
- Rob Parr – chitarra, tastiera, cori (2011-presente)
- Nick Sollecito – basso (2011-presente)

Ex-componenti
- Luke Dent – tastiera, voce, chitarra, percussioni (2006-2007)
- Sam Dent – batteria (2006-2007)
- Sagan Jacobson – basso, cori (2007-2008)
- Nate Patterson – basso, cori (2008-2010)
- Andy Wildrick – chitarra, tastiera, cori (2007-2010)
- Josh Rheault – chitarra, tastiera, cori (2007, 2009-2011)
- Erick Serna – chitarra, cori (2006-2011)
- Connor Doyle – chitarra (2010-2013)
- Andrew Brown – tastiera, cori (2015-2016)
- Gavin Castleton – tastiera, voce (2016-2021)

## Discografia

### Album in studio
- 2006 – Act I: The Lake South, the River North
- 2007 – Act II: The Meaning of, and All Things Regarding Ms. Leading
- 2009 – Act III: Life and Death
- 2011 – The Color Spectrum
- 2013 – Migrant
- 2015 – Act IV: Rebirth in Reprise
- 2016 – Act V: Hymns with the Devil in Confessional
- 2022 – Antimai

### Album dal vivo
- 2015 – Live
- 2023 – Act I: The Lake South, the River North (Live from Seattle, WA)

### Colonne sonore
- 2021 – The Indigo Child

### Raccolte
- 2017 – Act I, II & III
- 2019 – The Acts

### EP
- 2013 – The Migrations Annex
- 2017 – All Is as All Should Be

### Singoli
- 2013 – An Escape
- 2013 – Whisper
- 2014 – Shouting at the Rain
- 2017 – The Right Wrong